# Унрек
Унрек (каз. Үңірек) — село в Шетском районе Карагандинской области Казахстана. Административный центр Шетского сельского округа. Код КАТО — 356487100.

## Население
В 1999 году население села составляло 853 человека (421 мужчина и 432 женщины). По данным переписи 2009 года, в селе проживал 541 человек (280 мужчин и 261 женщина).